# 金魚王国の崩壊
『金魚王国の崩壊』(きんぎょおうこくのほうかい、The End of Goldfish Kingdom)は、日本の同人グループ「模造クリスタル」によるWeb漫画作品。自身の特設ページ上で2008年7月13日に連載を開始し、2020年6月現在も連載中である。
2人の女子小学生のエピソードを主軸に、人間と動物の違いや人間の有り様を哲学的に描いた作品。2013年に、「このWEBマンガがすごい! 2013」にて1位を獲得した。

## あらすじ
前述したように主人公は2人いるが、そのストーリーは現時点では独立しており、交わったことはない。ここでは便宜上、主人公の名前からそれぞれのストーリーを「藤代御風編」「水谷香歩編」と呼ぶことにする。

### 藤代御風編 (第1 - 3・5 - 8・10 - 11話)
ごく普通の女子小学生・藤代御風は、ある夏休みのお祭りで金魚すくいをし、手に入れた金魚を飼い始める。その時を境に生き物を愛するようになった彼女だったが、金魚に愛情を注ぎすぎたことによって彼女の心情に変化が起き始め、次第に日常生活で魚を食べることに罪悪感を感じるようになってしまう。(第1話)
ある日、御風のクラスで、足を全てもぎ取られ、無残な姿になったバッタを自慢している男子を見つける。激怒する御風に彼は慄き、「100円でやる」と押し付ける。「命はお金より重い」と聞いたことがある彼女は、バッタを買い、飼育することにする。しかし、努力の甲斐なくバッタは死んでしまう。後日、御風は学校で先ほどの男子に呼ばれ、校舎裏に向かう。そこで彼が見せたものは、前と同じように足を全てもぎ取られた大量のバッタだった。「一匹10円でやる」という彼に、御風は怒り狂い、彼の腕を引きちぎろうとする。先生たちに見つかり、何とか抑えられたものの、それ以来彼女は学校に行かなくなった。(第2話)
ある平日、御風は飼っている金魚を夏祭りの会場に帰し、自由にしてあげようと考える。自宅を抜け出し、単身会場に向かおうとしたものの、会場は遠く、心身共に疲れていく。結局夜になり、迷子になっているところを警察に見つかり、パトカーで自宅に戻された。金魚さえも自由にさせてあげられず、自分の存在の小ささを思い知った御風は、さらに自分の殻に閉じこもるようになってしまう。(第3話)
こうした彼女の動物への歪んだ愛情は日に日に増していき、彼女は「動物と人間の違いは何か」「人間は他の動物を食べられるほど崇高か」と悩むようになる。そして、彼女は妄想の中で金魚たちの楽園「金魚王国」を作り始め、次第に妄想はあらぬ方向へ暴走していく。(以上、第5話序盤まで)

### 水谷香歩編 (第4・9話)
それぞれの話はほとんど独立している。
水谷香歩はエビが大好きな女子小学生。いつか本当にエビを飼いたいと思っている。そこで彼女は、家事の手伝いをしてお小遣いを貯めることにした。真面目に手伝いをこなし、お金を貯めていき、ついにエビを飼う日を迎える。だが、彼女が買ってきたものは死んだ伊勢エビだった。(第4話)
香歩は中学生になり、部活を決める時期を迎えている。生物部の顧問である担任・平井が、部員がいないことを嘆いていたのを見た香歩は、生物部への入部を決める。そこには、生き物好きの男子・上山の姿もあった。平井を説得し、動物を飼うことになった二人は、その日から川や山で沢山の生き物を捕まえ、飼い始める。しかし、本命のエビはなかなか捕まらず、部室は次第に生き物で埋まっていく。(第9話)

## 登場人物

### 藤代御風編
藤代御風 (ふじしろ みかぜ)
主人公の一人の女子小学生(10話から中学生)。通称・ミカゼ。髪の中ほどからツインテールに結んでいる。あまり自分から話し始めるようなことはなく、消極的かつ受動的な性格。だが、決心を頑なに守ろうとする、生真面目な部分も見られる。
夏祭りで捕まえた金魚を飼ううちに情が移ってしまい、それ以降魚が食べられなくなってしまう。さらに日常で様々な経験をするうちに、不登校・引きこもりになり、人間嫌いになって自分の妄想に浸るようになる。さらに、人間の現実の有り様や人間と動物の違いについて苦悩し、自分で自分を追い込むようになる。
ユカ
御風の親友。ボブヘアで、前髪をピンで留めている。自分の意見をきっぱりと述べることができる人物。
御風が不登校になったあとも優しく寄り添うが、彼女の何気ない言葉が御風を無意識に追い込むこともある。
御風の母
名前は不明。やや精神的に弱い面があり、自分で自分を責めることもしばしばある。
なんとか御風に食事をとってもらおうと懸命に努力するが、なかなか受け入れてもらえずに苦悩する。
御風の父
名前は不明。優しく大らかな性格。
突然魚を食べなくなった御風に困惑しつつ、自分なりにできることはないか奮闘する。
男子児童
名前は不明。第2話に登場。足をもぎ取ったバッタを教室で自慢しているのを御風に目撃される。
由良先生
第6話に登場。久々に登校してきた御風の悩みを解決しようと努力する。
作中に名前は出てこないが、後に模造クリスタルのホームページでイラストとともに名前が明かされた。
金魚
御風の頭の中に度々現れる、人間の言葉を話せる金魚。御風を時に助け、時に困惑させる発言をする。
ゴリラ人間
御風の妄想の中の人物。第7話に登場。人間のことを愚かだと考え、人間として生きることを諦めた成れの果ての姿。妄想の中で御風にとある警告をする。
ネコ人間
御風の妄想の中の人物。第8話に登場。社会での人間関係に疲れ果て、無気力になった人間の成れの果て。苦悩し続ける御風の部屋に、突如として現れる。
御風の担任
名前は不明。第2話と第8話に登場。「教室は社会の縮図」と唱え、辛い現実に当たっている御風を励ますが・・・。

### 水谷香歩編
水谷香歩(みずたに かほ)
口が「w」の形をしてるのが特徴的な女子小学生(第9話では中学生)。髪の向かって右上部分をゴムで結んでいる。ほとんどその表情を変えることはなく、無口な性格。自分の興味範囲外の話は全く聞く耳を持たない。感動したりすると「ウォゥ〜」や「ガルルルル」という唸り声に近い声をあげる。第9話で生物部に入部した。
どのような経緯があったのかは不明だが、エビが大好きで、エビを飼うことに憧れている。姉や中学の友達が面倒くさがりな性格しているのを反面教師としており、やると決めたことは決してサボらない努力家。そのためか、学校の成績も良い。しかし、エビの生息地は知らずにいた。
香歩の姉
名前は不明。妹想いだが、自分の考えは変えようとしない。エビより猫が好きで、両親に飼いたいとせがむ。
香歩の父
名前は不明。決断力がなく、気が弱い。しかし、家族のことは大切にしており、家事も難なくこなす。
香歩の母
名前は不明。面倒くさがりな性格で、娘が猫を飼おうとしていることにも否定的。
兵藤(ひょうどう)
第4話に登場。香歩の同級生。香歩同様に頭がよく、成績を競っている。香歩に様々な豆知識を披露するが、大抵は聞き流されている。
女子生徒
名前は不明。第9話に登場。香歩の友人で、よく一緒に登校する。時間にルーズで毎朝香歩を待たせているが、本人は反省していない様子。部活には入らず、帰宅部である。
平井(ひらい)
第9話に登場。香歩たちの担任で、生物部の顧問。人の名前を覚えるのが苦手。気が弱く、他人の発言に反論できない性格。生物部顧問だが生き物自体はあまり好きではない。
上山(うえやま)
第9話に登場。生物部の新入部員。生き物を育てるのが何よりの楽しみで、部室を水族館のようにしたいと考えている。

## 用語
金魚王国
御風が不登校になり、自分の無力さを知った後に妄想の中で作り出した「金魚の金魚による金魚のための楽園」。
御風によれば、後述する「人間帝国」に攻められ多くの金魚が犠牲になったが、空飛ぶ金魚の活躍により「人間帝国」を滅ぼした。しかし、「人間帝国」に囚われていた犬の裏切りによって崩壊したという。
人間帝国
同じく御風の妄想によって生み出された帝国。その名の通り、人間が人間を統治する帝国である。御風の人間嫌いの傾向が顕著に出ており、説話の中で人間は「最も凶暴な動物」であると語られている。

## 金魚王国の晩ごはん
かつて模造クリスタルが自身のホームページに掲載していた短編漫画。「金魚王国の崩壊」より未来の話を描いている。現在は削除されており、閲覧不可能。